# Radio télévision suisse
La Radio Télévision Suisse (RTS) és un organisme de radiodifusió pública de Suïssa, que forma part de SRG SSR. RTS s'encarrega de la producció i emissió de programes de ràdio i televisió en francès per a la Romandia. Va ser creat l'1 de gener de 2010 per una fusió de la Radio Suisse Romande i Télévision suisse romande. Forma part de TV5 Monde.

## Història
El primer programa vespertí que es va emetre en color an Télévision Suisse Romande fou transmès el 1968. Mentre que manté la seu a Ginebra, Radio Télévision Suisse té previst traslladar la sev seu de ràdio a Lausana a un nou edifici al campus de la Universitat de Lausana el 2019-2020.

## Senyals

### Ràdio
- La Première: Programació generalista. És hereva de la primera ràdio suïssa, que va començar a emetre al setembre de 1922.
- Espace 2: Emissora cultural. Va  sortir a l'aire al 1956.
- Couleur 3: Radio musical juvenil. Va sortir a l'aire al 1982.
- Option Musique: Ràdio musical especialitzada en artistes francòfons i suïssos. Va entrar a l'aire en 1994.

Totes les emissores de ràdio es produeixen des de Lausana.

### Televisió
- RTS 1: Canal generalista. Va començar a emetre al 1954.
- RTS 2: Canal generalista. Va començar a emetre al 1954.
- RTS 2: Ofereix una programació alternativa al primer canal. Es va inaugurar l'1 de setembre de 1997.

La seu social de tots dos canals es troba en Ginebra.
La marca de notícies RTS Info (la marca actual de les quals es va implantar en 2006) té també el seu canal 24 hores que només es pot veure pel lloc web de l'empresa (rts.ch).